# 1510 în literatură
- 1509 în literatură — 1510 în literatură — 1511 în literatură

Anul 1510 în literatură a implicat o serie de evenimente semnificative. 

## Nașteri
- Martynas Mažvydas, autor și editor al primei cărți în limba lituaniană (d. 1563).

## Decese
Format:1510